# Town Hill
Town Hill est une colline des Bermudes, le point culminant du territoire. Elle se situe à une altitude de 79 mètres dans la paroisse de Smith's.